# The Black Rose EP
The Black Rose EP – najnowszy minialbum szwedzkiego posthardcore'owego zespołu Blindside. Zawiera 5 nowych utworów i trzy nagrania na żywo z festiwalu z Hultsfred, które znajdująsię również na ich poprzednim albumie, The Great Depression

## Lista utworów
1. The Way You Dance – 3:31
2. Slow Motion – 3:59
3. Pretty Nights – 3:00
4. The Color of My Eyes – 3:29
5. The Black Rose – 5:09
6. My Alibi (Live at Hultsfred Festival 2006)  – 5:34
7. Fell in Love with the Game (Live at Hultsfred Festival 2006) – 3:30
8. When I Remember (Live at Hultsfred Festival 2006) – 4:46